# 알시데스 기지아
알시데스 에드가르도 기지아(스페인어: Alcides Edgardo Ghiggia, 1926년 12월 22일 ~ 2015년 7월 16일)는 우루과이의 전 축구 선수로, 포지션은 아웃사이드 라이트였다. 주로 페냐롤, AC밀란, 로마에서 활약했다. 1950년 월드컵 결승전에서 결정적인 득점으로 우루과이의 극적인 우승을 이끌었다.

## 생애
그는 선수 생활을 우루과이와 이탈리아에서만 하였다. 또한 기자는 자신의 선수 생활을 한 두 나라의 대표팀에서 뛰기도 하였다. 그 중 가장 영광스러운 순간은 1950년 FIFA 월드컵 브라질 전에서 역전골을 넣은 것이다. 이 골로 기자는 브라질에게 마라카낭의 비극을 안기고 조국 우루과이를 20년만에 다시 한 번 세계 정상에 서게 했다.
2015년 7월 16일 그는 심장마비로 향년 89세로 타계했다. 공교롭게도 기지아가 타계한 날이 마라카낭의 비극으로부터 정확하게 65년 후였다.

## 수상

### 선수
- FIFA 월드컵 : 1950
- 세리에 A : 1961-62
- 우루과이 프리메라 디비시온 : 1949, 1951
- 인터-시티스 페어스컵 : 1960-61

### 개인
- FIFA 월드컵 올스타팀 : 1950
- AS 로마 명예의 전당 : 2014
- 골든풋 : 2006

1. ↑  현재의 오른쪽 윙어